# Vangelis
Vangélisz Papathanaszíu vagy csak röviden Vangélisz (latin betűs átírásban, valamint világszerte ismert nevén: Vangelis; született: Evángelosz Odiszéasz Papathanaszíu [Ευάγγελος Οδυσσέας Παπαθανασίου]; Vólosz, 1943. március 29. – Párizs, 2022. május 17.) Oscar-díjas görög zeneszerző, az elektronikus zene és a new age stílusának kiemelkedő alakja és a világhírű Aphrodite’s Child alapító tagja. Legismertebb művei közé tartoznak a Tűzszekerek, a Szárnyas fejvadász, az 1492 – A Paradicsom meghódítása és a Nagy Sándor, a hódító című filmekhez komponált zenéi.

## Diszkográfiája

### Aphrodite’s Child-albumok
- 1968 – End Of The World
- 1969 – It's Five o'clock
- 1972 – 666

### Korai, hivatalosan kiadatlan lemezei
- 1970 – Sex Power and Poem Symphonique
- 1971 – Hypothesis
- 1971 – The Dragon
- 1971 – Fais que Ton Rêve Soit Plus Long que la Nuit
- 1973 – Earth

### Stúdióalbumok
- 1973 – L'Apocalypse Des Animaux
- 1975 – Heaven and Hell
- 1976 – Albedo 0.39
- 1976 – La Féte Sauvage
- 1977 – Ignacio
- 1977 – Spiral
- 1978 – Beaubourg
- 1979 – China
- 1979 – Opéra Sauvage
- 1980 – See You Later
- 1981 – Chariots of Fire
- 1982 – Blade Runner
- 1983 – Antarctica
- 1984 – Soil Festivities
- 1984 – The Bounty Soundtrack
- 1985 – Mask
- 1985 – Invisible Connections
- 1988 – Direct
- 1990 – The City
- 1992 – 1492: Conquest of Paradise
- 1995 – Voices
- 1996 – Oceanic
- 1998 – El Greco
- 2001 – Mythodea: Music for the NASA Mission: 2001 Mars Odyssey
- 2004 – Alexander
- 2007 – Blade Runner Trilogy 25th Anniversary
- 2007 – El Greco Original Motion Picture Soundtrack
- 2008 – Paris May 1968
- 2012 – Chariots of Fire – The Play
- 2016 – Rosetta
- 2019 – Nocturne: The Piano Album
- 2021 – Juno to Jupiter

### Jon Andersonnalközös lemezei
- 1980 – Short Stories
- 1981 – The Friends of Mr. Cairo
- 1983 – Private Collection
- 1991 – Page of Life

### Irene Papasközreműködésével készült lemezei
- 1979 – Odes
- 1986 – Rapsodies

### Válogatáslemezek
- 1978 – The Best of Vangelis
- 1982 – To the Unknown Man
- 1984 – The Best of Jon & Vangelis – Jon & Vangelis
- 1989 – Themes
- 1994 – Chronicles – Jon & Vangelis
- 1996 – Portraits (So Long Ago, So Clear)
- 2000 – Reprise 1990–1999
- 2003 – Odyssey: The Definitive Collection
- 2012 – The Collection (2 CD)

### Középlemezek és kislemezek
- 1968 – The Clock / Our Love Sleeps On The Water
- 1977 – To The Unknown Man / To The Unknown Man 2
- 1979 – The Long March / The Long March 2
- 1980 – Don't Be Foolish / Doesn't Matter
- 1980 – My Love / Domestic Logic One
- 1983 – And When The Night Comes / Song Is
- 1991 – Wisdom Chain (EP) – Jon & Vangelis
- 1992 – Conquest of Paradise (EP)
- 1992 – In London – Neuronium & Vangelis
- 1996 – Ask The Mountains (EP)
- 1996 – A Separate Affair (EP)
- 1996 – Sauvage et Beau / Himalaya / La Petite Fille de la Mer / I'll Find My Way Home (EP)
- 1997 – March With Me / Like a Dream
- 2001 – Mythodea Special Edit
- 2002 – Anthem – 2002 FIFA World Cup Official Anthem (EP)

### Riportok
- riportok Vangelis-re kattintva Archiválva 2013. október 30-i dátummal a Wayback Machine-ben